# Proteuxoa restituta
Proteuxoa restituta là một loài bướm đêm thuộc họ Noctuidae. Loài này có ở Lãnh thổ Thủ đô Úc, New South Wales và Queensland.
Sải cánh dài khoảng 40 mm. Adults have dark brown patterned forewings, each with a dark comma mark, và pale brown hindwings.